# Whitgift (Automarke)
Whitgift war eine britische Automobilmarke, die nur 1913 von der Croydon Central Motor Car Co. Ltd. in Croydon (Surrey) gefertigt wurde.
Der Whitgift war ein Cyclecar, das von einem V2-Motor von J.A.P. mit 8 bhp (5,9 kW) Leistung angetrieben wurde.